# ديانات الإنكا

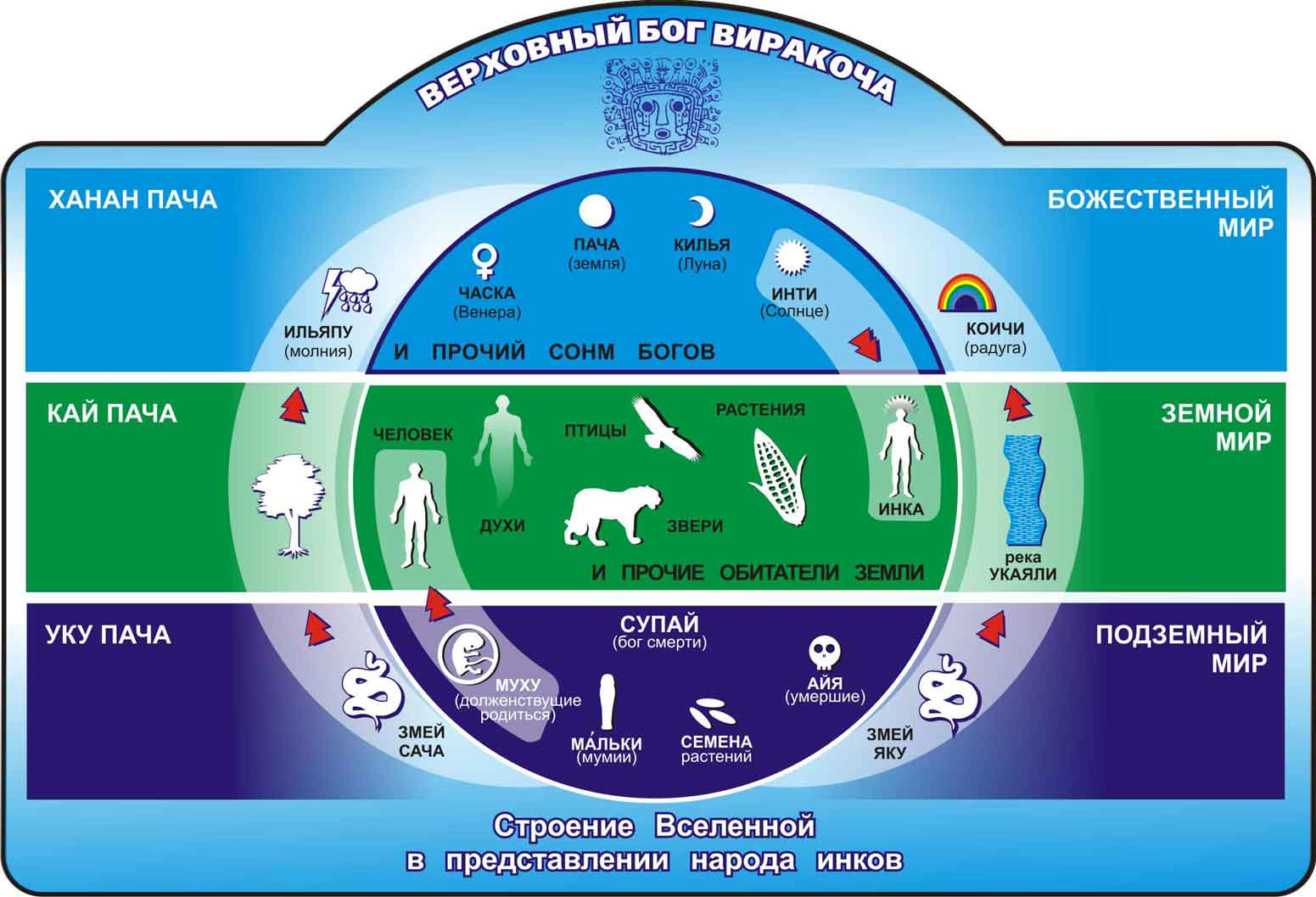

في الإمبراطورية الإنكية عدة ديانات تمارس من قبل شعوبها المختلفة, وقد احتلت معظم شعوب الديانات وصفات مشتركة مثل وجود باشاماما فيراكوتشا واللاهوت، ولكن بعد الفتح الانكا، تم إضافة آلهة الإنكا لهم.

## الآلهة
- هنان باتشا, وكان عالم السماوية في السماء.
- أوكا باتشا, وهو مسئول عن الأرض الداخلية.
- كاي باتشا, وكان المسئول عن الأرض الخارجية, حيث يعيش الإنسان.

يعتبر أهم آلهة الهنان باتشا الإلة إنتي, وهو إلاه الشمس, وماما قيلا, وهي إلاهة القمر. أيضاً من الآلهة التي ينبغي ذكرها هو إلاه احتفالات الشمس, إنتي رايمي, وكان هذا الأحتفال هو بمثابة أهم حدث ديني في جميع أرجاء الإمبراطورية.

## الأماكن المقدسة
- أواقا -، وكانت تضم مواقع مقدسة, متواجدة في عدة أماكن في الإمبراطورية, وقد تتواجد في أماكن طبيعية, ومن صنع البشر. تعتبر الأواقا أماكن تستضيف الألها, وقد تكون جبال، اودية, أو حتى ساحات حرب. وتتم الكثير من الأضحية من قبل رجال الدين, بتضحية طفل صغير, حيث يعتقد الإنكا بالشرف للتضحية للألها.

## الأعياد
| شهر ميلادي | شهر الإنكا                                    | ترجمة             |
| ---------- | --------------------------------------------- | ----------------- |
| يناير      | كاماي قيلا                                    | إبزيم والندم      |
| فبراير     | هاتون-بوكوي                                   | النضوج الكبير     |
| مارس       | باتشاي-بوتشوي                                 | نضوج الأرض        |
| إبريل      | أيريهوا أو كاماي إنكا رماي                    | احتفال الإنكا     |
| مايو       | أيموراي قيلا أو هاتون كوزكيو                  | الحصاد الكبير     |
| يونيو      | انتي رايمي                                    | أحتفال الشمس      |
| يوليو      | تشاشوا-هيركيز، تشاكرا ريكويتشي أو تشاكرا كونا | شهر الحراثة       |
| أغسطس      | ياباقويس، تشاكرا أياقوي أو كاباك سيقويس       | شهر البذر         |
| سبتمبر     | كويا ريامي وسيتوا                             | احتفال القمر      |
| أكتوبر     | كائنتاراي أو أوما رايمي                       | شهر مراقبة الحصاد |
| نوفمبر     | أيماكارا                                      | احتفالات الموتى   |
| ديسمبر     | كاباك رايمي                                   | الأحتفال العظيم   |

 (Von Hagen, p. 93)